# Lag digl Oberst

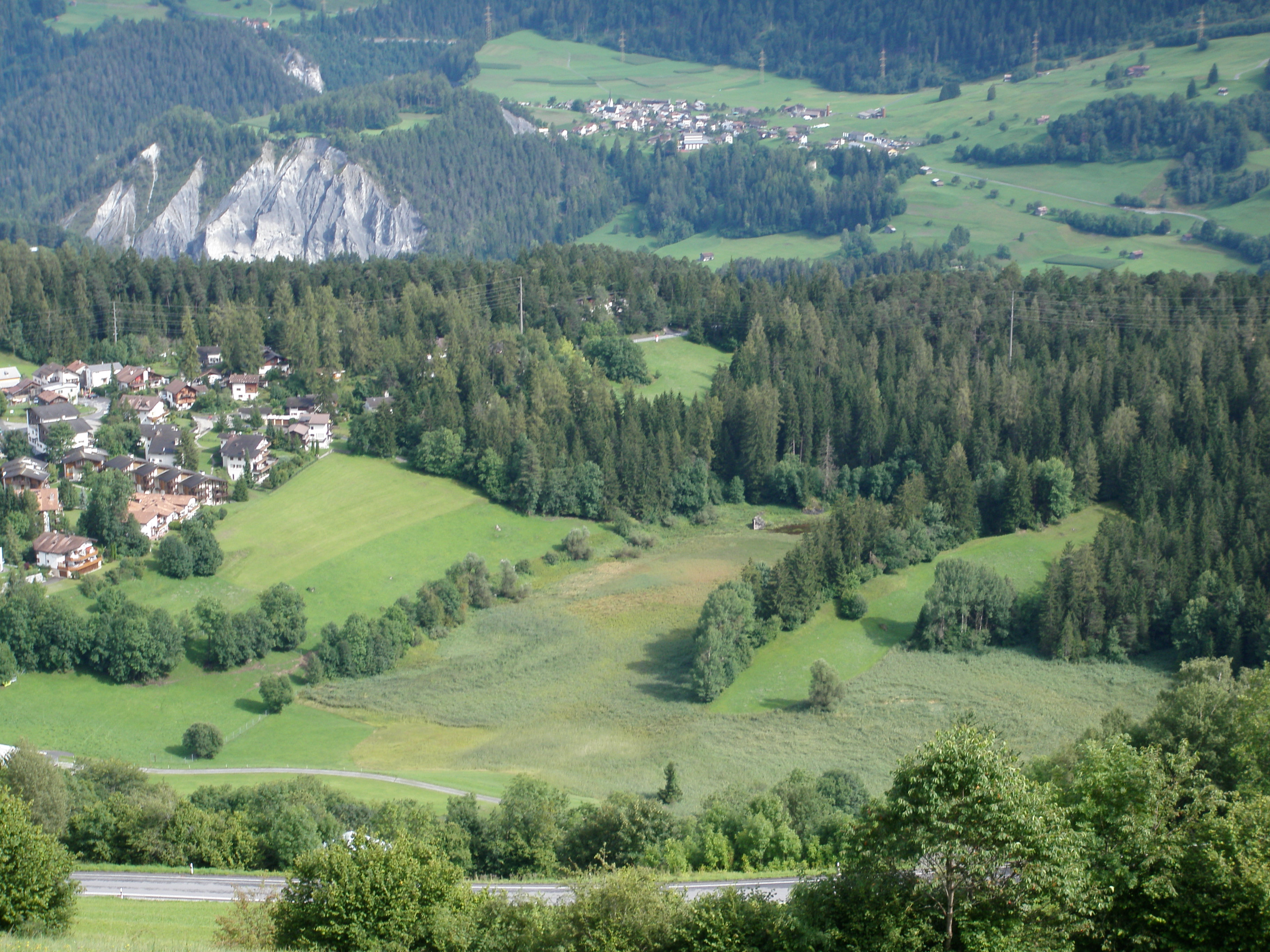
Sommer 2010

Der Lag digl Oberst  (See des Oberst), im Gegensatz zum grösseren Laaxersee auch Lag Pign (kleiner See) genannt, liegt südwestlich von Laax im schweizerischen Kanton Graubünden auf  970 m Höhe. 

## See
Der See liegt in einer flachen Senke. Im Süden ist er von Wald umgeben, der nördliche Teil liegt in einem Sumpf- und Riedgebiet. Der See ist nur im Frühling und Frühsommer mit Wasser gefüllt, zur Zeit der Schneeschmelze. In den anderen Jahreszeiten liegt der See mehr oder weniger trocken; die Seefläche ist dann mit Schilf bedeckt.
Der Lag digl Oberst liegt in einem Naturschutzgebiet und ist Teil des Landschaftsnutzungsprojekts Platta Pussenta, durch das die fortschreitende Verbuschung gestoppt werden soll.

## Name
Der Name stammt vom Laaxer Junker Christoffel Joachim de Montalba († 1844), Oberst in französischen Diensten, da damals der grösste Teil des Sees in seinem Besitz war. Später ging sein Anteil durch Erbschaft an die Laaxer Familie von Toggenburg. Der See ist immer noch in Privatbesitz.